# Mayisyan, Armavir
Mayisyan là một đô thị thuộc tỉnh Armavir, Armenia. Dân số ước tính năm 2011 là 1977 người.